# Isidore Robot
Isidore Robot, né le 18 juillet 1837 à Tharoiseau (Yonne) et décédé le 15 février 1887 à Dallas (Texas), est un missionnaire né en France de l'Église catholique romaine qui a servi comme préfet apostolique du territoire indien, Oklahoma de 1876 à 1887.